# 徐华江 (军人)
徐華江（1917年3月22日—2010年9月1日），原名徐吉驤，字叔敬，中华民国空軍少將退伍。

## 生平
1917年生於吉林省永吉市。籍貫合江省（現為黑龍江省）富錦縣。父親徐鎮為清代的秀才為官。徐华江自幼因父親職務的異動常常搬遷，上小學時就讀黑龍江省的學校，後轉至遼寧省及合江省各個學校就學。九一八事件時，徐华江在富錦縣的中學就讀，後全家搬往山西。
1935年进入中央陆军军官学校第11期，一年后转入中央航空学校第7期学习飞行，抗战爆发后随学校西迁，1938年2月26日正式毕业。
1938年进入中華民國空軍第5大队第17中队，駕駛俄製伊-15戰鬥機。後隨17中隊參與蘭州空戰。
1940年9月13日，轉任第四大隊的徐華江在重庆壁山上空与驾驶零式战斗机的三上一禧交战。交戰中引擎、油箱被命中，徐華江在引擎停車的狀況下迫降。三上回忆称:"我看见中国空军一直顽强打到空中停车,才坠落下去,真是吃惊。"
1943年10月8日，出任中美空军混合团第3大队第7中队上尉中队长。至印度接收飛行隊員返國作戰，駕駛P-40戰機，塗裝除機首的鯊魚塗裝外在引擎上蓋寫有「太公令」字樣。
任內率隊奇襲日占海南島瓊山機場，並於空中擊落一架零戰，擊毀地面兩架。

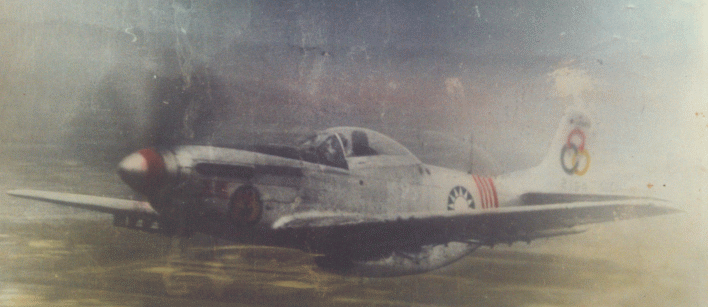
徐華江大隊長飛行P-51在北平城上空

1947年升任第4大队大队长，駕駛P-51戰鬥機座機機首寫有「天馬」字樣。
1973年，以少将军衔退役。1991年卸任國大代表。
2010年9月1日在台湾逝世。著有「天馬蹄痕：我的戰鬥日記」等書

## 榮譽
曾獲頒寶鼎、雲麾、忠勤、乾元、勝利、復興等勳章，星序、宣威、彤弓、雄鷺、翔豹、忠貞等獎章。美國空軍頒贈美國航空獎章